# Natalja Michněvičová
Natalja Michněvičová, rozená Choroněková (bělorusky Наталля Міхневіч, rusky Наталья Валерьевна Михневич, * 25. květen 1982 Nevinnomyssk, Sovětský svaz) je běloruská atletka, koulařka.

## Kariéra
Jejím prvním mezinárodním úspěchem byla stříbrná medaile, kterou získala v roce 1999 na prvém ročníku MS do 17 let v Bydhošti. O rok později vybojovala na juniorském mistrovství světa v chilském Santiagu bronzovou medaili. V roce 2001 se stala v italském Grossetu juniorskou mistryní Evropy. Je také mistryní Evropy do 23 let z roku 2003.
Na olympiádě 2004 v Aténách skončila pátá. Zatím nejúspěšnější pro ni byl rok 2006, kdy na jaře vyhrála halové MS v Moskvě, v létě Mistrovství Evropy v Göteborgu a v září byla první ve Světovém atletickém finále ve Stuttgartu.
Na letních olympijských hrách 2008 v Pekingu vybojovala výkonem 20,28 metru stříbrnou medaili, když nestačila jen na Valerii Viliovou z Nového Zélandu, která se stala olympijskou vítězkou za vrh dlouhý 20,56 m. V roce 2010 získala bronz na halovém MS v Dauhá a stříbro na evropském šampionátu v Barceloně.

## Soukromý život
V březnu roku 2007 se vdala za běloruského atleta, rovněž koulaře, mistra světa z roku 2003 Andreje Michněviče, se kterým má syna a žijí ve městě Vitebsk.

## Osobní rekordy
- hala – 20,42 m – 14. března 2010, Dauhá
- venku – 20,70 m – 8. července 2008, Grodno